# 木越治
木越 治（きごし おさむ、1948年11月20日 - 2018年2月23日）は、日本の国文学者。金沢大学名誉教授、元上智大学教授。

## 略歴
石川県金沢市出身。石川県立金沢桜丘高等学校卒後、1971年、金沢大学国文科卒。1975年、東京大学大学院人文科学研究科国語国文学専修課程博士課程中退。
1974年に武蔵高等学校教諭、1975年に富山大学教養部専任講師、1979年に同助教授を経て、1983年に金沢大学教養部助教授、1998年に同教授。1996年「秋成論」で東京大学より博士（文学）の学位を取得。2010年に上智大学文学部国文学科教授。2014年に上智大学を定年退職、金沢大学名誉教授。

## 業績
専門は日本近世文学で、中心は上田秋成だが、秋成作品の講談化と口演、講談と韓国の評弾の比較なども行った。著書『秋成論』では、呉智英の石川淳批判に反論している。

## 人物
高校・大学の学友に、公立小松大学副学長・金沢美術工芸大学名誉教授の横川善正がいる。国文学研究資料館准教授の木越俊介は次男。教え子に専修大学准教授の丸井貴史などがいる。

## 著書
- 『秋成論』ぺりかん社、1995年。ISBN 4-8315-0672-9

### 共編著・校注
- 『浮世草子怪談集』（国書刊行会、叢書江戸文庫） 1994
- 『都賀庭鐘・伊丹椿園集』（稲田篤信, 福田安典共編、国書刊行会、江戸怪異綺想文芸大系） 2001
- 『西鶴 挑発するテキスト』（至文堂、「国文学解釈と鑑賞」別冊）  2005
- 『秋成文学の生成』（飯倉洋一共編、森話社） 2008
- 『講談と評弾 伝統話芸の比較研究』（八木書店） 2010
- 『江戸怪談文芸名作選 第1巻 新編浮世草子怪談集』（校訂代表、国書刊行会） 2016